# 心內膜墊
心內膜墊或房室墊（Atrioventricular cushion）是由原始心臟發育過程中的一小群細胞發育而來，在心臟由一心房一心室發展為四腔室的過程中扮演重要角色。
發育為心內膜墊的細胞是位於房室管的管壁上。在胚胎發育中，心臟最初是呈管狀的，之後經歷形態變化、重塑成為後來的兩心房兩心室構造。心內膜墊便是在這個發育過程中構成心臟瓣膜以及中隔的組織。

## 臨床意義
心內膜墊的發育缺陷與心臟的房室中隔缺損有很大的關係。

## 發育
心內膜墊由心內膜的內皮細胞變化而來，其中轉變的過程涉及內皮細胞失去胞間緊密連接的特性，而轉型為間葉細胞（Mesenchyme）。這些細胞移行進入位於內皮與心肌外套膜之間的心膠質（Cardiac jelly）。這些移行的細胞隨後增殖形成房室管壁上的凸起，也就是心內膜墊。
由縱切面看，可見心室管的管壁在背側與腹側各有一個增厚的部位，即心內膜墊。在往後的發育階段，心內膜墊經由重塑、癒合的形態改變，將構成成熟心臟的中隔以及瓣膜。